# Annegret Matthäus
Annegret Matthäus ist eine deutsche ehemalige Handballspielerin.

## Vereinskarriere
Annegret Matthäus spielte beim TSC Berlin in der höchsten Spielklasse der Deutschen Demokratischen Republik, der Oberliga.
Mit dem Berliner Team gewann sie den FDGB-Pokal 1984/1985. In der Oberliga-Saison 1984/1985 zählte sie mit 100 Toren (davon 23 Siebenmeter) zu den erfolgreichsten Torwerferinnen.

## Nationalmannschaft
Für die DDR-Nationalmannschaft nahm sie an der Weltmeisterschaft 1986 in den Niederlanden teil und wurde mit dem Team Vierte, wobei sie in fünf Spielen zehn Tore erzielte.